# Xanthosoma baguense
Xanthosoma baguense är en kallaväxtart som beskrevs av Thomas Bernard Croat. Xanthosoma baguense ingår i släktet Xanthosoma och familjen kallaväxter. Inga underarter finns listade.